# Crateromys australis
Crateromys australis is een knaagdier uit het geslacht Crateromys dat voorkomt op Dinagat, een eiland in de Filipijnen. Er is slechts één museumexemplaar bekend, gevangen in 1975, maar in 1990 kregen onderzoekers op Dinagat van de lokale bevolking te horen dat het dier nog steeds op het eiland voorkomt. Op het nabijgelegen eiland Siargao werd een vergelijkbare in bomen levende rat gemeld. Dat zou C. australis kunnen zijn, maar ook een andere soort. De grootste bedreiging voor het voortbestaan van deze soort komt naar alle waarschijnlijkheid van ontbossing. C. australis komt in sommige kenmerken met het verwante geslacht Batomys overeen, en het is goed mogelijk dat dit dier in feite een Batomys of de enige vertegenwoordiger van een apart geslacht is.
C. australis is een grote, in bomen levende rat met een vrij lange, behaarde staart. De vacht aan de bovenkant van het lichaam is lang en ruig, die aan de onderkant dun en kort. De bovenkant van het lichaam is bruin, de onderkant licht oranjebruin. De staart is driekleurig: de wortel is lichtbruin als het lichaam en van de rest is de eerste helft zwart en de tweede wit. De haren op de staart zijn kort en hard. De oren zijn donker en niet erg groot. De bovenkant van de korte, brede voeten is bedekt met donkerbruine haren, de onderkant naakt. De kop-romplengte bedraagt 265 mm, de staartlengte 281 mm, de achtervoetlengte 43 mm en de schedellengte 57,3 mm.
Crateromys australis · Crateromys heaneyi · Ilinnevelrat (Crateromys paulus) · Schadenbergschorsrat (Crateromys schadenbergi)